# Ясный язык
Ясный язык (также упоминается как формат «простыми словами», легкое чтение) (англ. easy read, easy-to-read, easy language) — адаптированный вариант стандартного языка. Термин «ясный язык» может подразумевать два уровня адаптации: упрощение текста только для чтения и упрощение для чтения и понимания.
Тексты на ясном языке предназначены для всех, у кого по разным причинам недостаточно хорошо сформирован навык чтения и развита способность понимать тексты на стандартном языке, в том числе для людей с ментальной инвалидностью и особенностями интеллектуального развития, людей с возрастными когнитивными изменениями, мигрантов и т. д..
Чтобы найти нужную информацию, записаться на прием к врачу, прочитать инструкцию, заполнить стандартную форму, таким людям необходима помощь посредника или текст, который переведен со стандартного языка на ясный.
Основная цель создания текстов на ясном языке — предоставление безбарьерного доступа к информации для указанных целевых групп, что позволяет:
- обеспечить и повысить безопасность жизнедеятельности с помощью памяток, инструкций, пошаговых руководств и т. д.;
- расширить возможности за счет информирования о правах, доступных продуктах и услугах, в том числе образовательных, финансовых, социальных, медицинских и т. п.;
- повысить качество жизни за счет полного включения в культурную, общественную, политическую жизнь страны, доступа к развлекательно-обучающим материалам.

## Ясный язык в законодательстве
Конвенции ООН «О защите прав человека и основных свобод» и «О правах инвалидов» служат базой для создания национальных законодательных актов в сфере доступности информации для людей с особыми потребностями.
В Испании Королевский указ № 366/2007 (от 16.03.2007), устанавливает стандарты доступности и недискриминации в отношениях между лицами с ограниченными возможностями и органами государственного управления (Статья 7. Доступность информации на вывесках в государственных учреждениях. Статья 13. Упрощение содержания основных информационных документов и форм).
В 2018 году испанской ассоциацией стандартизации был опубликован первый в мире экспериментальный стандарт по ясному языку UNE 153101:2018 EX (2018). Он включал в себя основные положения по созданию документов на ясном языке, рекомендации по написанию и оформлению текстов и руководство по работе группы экспертов-оценщиков, людей с интеллектуальными нарушениями.
В Германии в 2011 году были внесены поправки в постановление о создании безбарьерных информационных технологий (BITV 2.0). Это первый в стране официальный документ, в котором встречается понятие ясный язык (нем. Leichte Sprache), а также приводятся 13 правил создания текстов на ясном языке.
В 2016 году в федеральном законе о равенстве инвалидов (Behindertengleichstellungsgesetz, BGG) появляется раздел, согласно которому все государственные организации обязаны иметь тексты-переводы основных законов, правил, инструкций, сайтов на ясный язык.
В Законе Республики Беларусь «О правах инвалидов и их социальной интеграции» ясный язык зафиксирован как форма отображения (воспроизводства) письменной, устной и иной информации, доступная для людей, испытывающих трудности в её восприятии и понимании.
Разработка основ ясного языка и преобразования информации в символы (для инвалидов с интеллектуальными нарушениями) внесена в Национальный план действий по реализации в Республике Беларусь положений Конвенции о правах инвалидов на 2017—2025 годы (от 13.06.2017).
Российская Федерация приняла Конвенцию ООН «О правах инвалидов», в сентябре 2000 года подписала Европейскую социальную хартию, а в мае 2009 года ратифицировала её. Ратификация Хартии подтверждает приверженность России принципам и нормам европейского правового порядка в социальной сфере и обязывает государство обеспечить доступность информации людям с особыми потребностями.

## Ясный язык в мире
Работа по распространению ясного языка ведётся во многих странах мира. Издаются книги и пособия, ясный язык внедряется в СМИ и деятельность социально-культурных учреждений. В большинстве европейских стран этими вопросами занимаются профильные фонды, ассоциации, некоммерческие организации. В ряде стран ясный язык как средство доступной и эффективной коммуникации обсуждается на государственном уровне.
Наиболее известные на данный момент разработки принадлежат Inclusion Europe — международной ассоциации поддержки людей с особенностями интеллектуального развития, работающей в 39 европейских странах. В 1998 году Inclusion Europe опубликовала первые рекомендации по ясному языку для ряда европейских языков (перевод версии, созданной для английского языка). Во многих странах эти правила до сих пор являются единственным руководством по созданию доступных для понимания текстов.
В Германии адаптируются не только правовые документы и сайты органов власти, но и сайты частных организаций, культурных учреждений, тексты средств массовой информации. Услуги по переводу на ясный язык предлагают многочисленные бюро.
В стране ведётся также научная работа в области ясного языка. В университете города Хильдесхайм в 2014 году был основан центр исследования ясного языка. Магистерская программа университета готовит переводчиков на ясный язык (нем. M.A. Barrierefreie Kommunikation).
В Финляндии существуют рекомендации по использованию ясного языка в разговорной речи (англ. ELI guidelines). Эти рекомендации помогают вести диалог людям с разными уровнями речевой и языковой подготовки.
В Норвегии большое внимание уделяется изданию книг разных жанров для людей с инвалидностью. Для людей с особенностями интеллектуального развития издаются два вида книг на ясном языке: адаптированные для чтения (англ. Easy to Read) и для понимания (англ. Easy to Understand).
В Словении в 2018 году появилась программа «Послы ясного языка». Многие известные люди стали пропагандировать использование ясного языка через СМИ и социальные сети.
В Венгрии создано мобильное приложение (венг. Önálló Életvitel (англ. Independent Living) для помощи людям с ментальной инвалидностью. Приложение на ясном языке может помочь самостоятельно добраться из одного места в другое на общественном транспорте, купить продукты, вызвать скорую или полицию. Для людей с нарушением зрения предусмотрено голосовое сопровождение.
В Великобритании, Австралии, Франции и ряде других стран создаются памятки и инструкции на ясном языке с информацией по коронавирусу COVID-19 и вакцинации.
В Испании большинство музеев предусматривает для экспозиций и программ различного рода материалы, написанные на ясном языке (исп. Lectura Fácil), позволяющие посетителям самостоятельно исследовать музей или лучше понимать гида во время экскурсии.
В Испании существует также новостной портал на ясном языке Easy Planet (исп. Planeta Fácil). Один из журналистов портала — человек с ментальной инвалидностью. Он помогает оценивать уровень и сложность размещаемой информации.
В 2017 году был создан онлайн-словарь на ясном испанском языке (исп. Diccionario Fácil). За последние годы несколько раз проводился экзамен для поступления на государственную службу среди людей с ментальной инвалидностью. Экзаменационные вопросы были представлены на ясном языке.
В Беларуси с 2017 года реализуется проект «Доступ к информации для людей с инвалидностью, или Ясный язык».

## Ясный язык в России
В России до сих пор не существует стандарта, посвященного ясному языку, или общепризнанного подхода к переводу на него. Отдельные некоммерческие организации и благотворительные фонды, работающие с людьми с особенностями интеллектуального развития, занимаются адаптацией материалов самостоятельно, опираясь на личный опыт или на правила, разработанные для других языков. Одним из примеров можно считать пособие «Самостоятельная жизнь», выпущенное организацией «ГАООРДИ», где часть текста адресована людям с особенностями интеллектуального развития.
Делаются попытки адаптации текстов на ясный язык в финансовой сфере. Рабочая группа при Центральном банке РФ разработала план мероприятий (дорожную карту) по повышению доступности услуг финансовых организаций для людей с инвалидностью, маломобильных групп населения и пожилого населения. В документе ясный язык упоминается как «простое чтение».
В 2018 году Ассоциацией преподавателей перевода (АПП) был инициирован проект «Перевод на ясный и простой языки в России». В рамках проекта разработан перечень универсальных принципов и основанных на них правил перевода на ясный и простой русский языки.
28 мая 2021 года на форуме «Международный день ясного языка» был представлен новый информационный ресурс, все материалы которого пишутся на ясном языке: ясно.сайт.
ясно.сайт — совместный проект Ассоциации преподавателей перевода и переводческой компании PROtranslation. Сайт адресован не только аудитории ясного языка, но и всем, кому нужно быстро и без дополнительных усилий разобраться в интересующем вопросе. На сайте освещаются темы здоровья, безопасности, финансов и другие вопросы, возникающие в повседневной жизни.
С 2022 года Росстандарт совместно с рабочей группой проекта АПП «Перевод на ясный и простой языки в России» начал разрабатывать национальный стандарт (ГОСТ Р) по ясному языку.

## Международный день ясного языка
Международный день ясного языка (англ. International Easy Language Day) отмечается 28 мая. Празднование было инициировано в 2020 году сотрудниками и студентами университета г. Хильдесхайм, работающими в Центре изучения ясного немецкого языка. Цель инициативы — познакомить общественность всего мира с концептом ясного языка и подчеркнуть важность создания безбарьерной информационной среды для всех.
Дата празднования приурочена ко дню подписания в 1988 году учредительных документов ассоциации Inclusion Europe, которая выступает за «равные права и полное включение людей с особенностями интеллектуального развития и их семей во все сферы жизни общества».